# Vojaška akademija zvez Budjoni
Vojaška akademija zvez im. S. M. Budjoni (rusko Военная академия связи имени С. М. Будённого; kratko le Vojaška akademija zvez Budjoni) je bila vojaška akademija (univerza za podiplomski študij) Sovjetske zveze; delovala je med letoma 1932 in 1990. Na njej so se izobraževali višji komunikacijski častniki.
Poimenovana je bila po Semjonu Mihajloviču Budjonem.